# بافلو فولوديميروفيتش كازارين
بافلو فولوديميروفيتش كازارين (بالألمانية: Pawlo Wolodymyrowytsch Kasarin، بالأوكرانية:  Павло Володимирович Казарін، بالإنجليزية: Pavlo Volodymyrovych Kazarin)، (مواليد 3 ديسمبر 1983، سيمفروبول) هو صحفي أوكراني ثنائي اللغة وناقد أدبي وفيلسوف لغوي.

## السيرة
والد بافلو كازارين هو مدرس للأدب الروسي؛ بينما والدته عالمة في الكيمياء الحيوية. انتقل والد مع زوجته من فلاديفوستوك بروسيا إلى سيمفروبول؛ حيث ولد بافلو كازارين.
في 2005، تخرج من جامعة تافريسكي الوطنية. منذ 2004، عمل في مجال الإعلام. من 2012 إلى 2014، عاش وعمل في موسكو. تعاون مع إذاعة أوروبا الحرة ومركز كارنيغي موسكو.
في نهاية شهر مارس 2014، وبعد ضم شبه جزيرة القرم، حصل على جواز سفر كمواطن من الاتحاد الروسي في سيمفروبول. في يناير 2021، سمحت له روسيا  بالتخلي عن جنسيته الروسية.
كان مضيفًا للعديد من العروض على قناة يو أي الأولى وغيرها. كما استضاف العديد من المشاريع على إذاعة أوروبا الحرة وغيرها.
مع بداية الغزو الروسي لأوكرانيا، انضم إلى قوات الدفاع الإقليمية للقوات المسلحة الأوكرانية.
في مارس 2023، شارك في معركة باخموت.